# Cerodontha estlandica
Cerodontha estlandica este o specie de muște din genul Cerodontha, familia Agromyzidae, descrisă de Zlobin în anul 1993.
Este endemică în Estonia. Conform Catalogue of Life specia Cerodontha estlandica nu are subspecii cunoscute.